# Georg Fiedler
Georg Fiedler, nemški general in vojaški veterinar, * 4. maj 1881, † 21. januar 1959.